# Côte-Nord
Côte-Nord – region administracyjny w prowincji Quebec, w Kanadzie.
Obszar regionu graniczy od północy z Labradorem, ma również granicę z Nową Fundlandią w estuarium Rzeki Świętego Wawrzyńca. Côte-Nord podzielone jest na 5 regionalnych gmin hrabstwa oraz 52 gminy.
Gospodarka regionu jest przede wszystkim oparta na górnictwie, wyrębie lasów, znajduje się tu również wiele elektrowni wodnych. Ludność skupiona jest przede wszystkim na wybrzeżu Rzeki Świętego Wawrzyńca.
Côte-Nord ma 94 766 mieszkańców. Język francuski jest językiem ojczystym dla 85,5%, innu-aimun dla 8,6%, angielski dla 4,6% mieszkańców (2011).
Regionalne gminy hrabstwa (MRC):
- Caniapiscau
- La Haute-Côte-Nord
- Le Golfe-du-Saint-Laurent
- Manicouagan
- Minganie
- Sept-Rivières

Dziewięć gmin autochtonicznych znajduje się poza MRC:
- rezerwat indiański Betsiamites
- rezerwat indiański Essipit
- rezerwat indiański La Romaine
- rezerwat indiański Maliotenam
- rezerwat indiański Matimekosh
- rezerwat indiański Mingan
- rezerwat indiański Natashquan
- rezerwat indiański Uashat
- terytorium zarezerwowane dla Indian Innu Kawawachikamach

|                 | 1951   | 1961   | 1971   | 1981    | 1991   | 2001   | 2006   |
| --------------- | ------ | ------ | ------ | ------- | ------ | ------ | ------ |
| Liczba ludności | 37 342 | 64 969 | 87 584 | 108 669 | 96 735 | 97 766 | 95 911 |